# Copiphana blachieri
Copiphana blachieri là một loài bướm đêm trong họ Noctuidae.